# Terebra mamillata
Terebra mamillata é uma espécie de gastrópode do gênero Terebra, pertencente à família Terebridae.